# Hemiancistrus fuliginosus
'Hemiancistrus fuliginosus es una especie de peces de la familia Loricariidae en el orden de los Siluriformes.

## Morfología
Los machos pueden llegar alcanzar los 16,2 cm de longitud total.

## Hábitat
Es un pez de agua dulce.

## Distribución geográfica
Se encuentran en Sudamérica: río Uruguay y cuencas al norte del río Negro dentro del Uruguay, también se encuentra en el estado de Río Grande do Sul en Brasil.